# Nyarugunga
Nyarugunga (Kinyarwanda Umurenge wa Nyarugunga) ist einer von 10 Sektoren des Distrikts Kicukiro in Kigali, Ruanda.

## Geographie
Der Sektor hat eine Fläche von 15,3 km² und liegt auf einer Höhe von etwa 1460 m. Nachbarsektoren sind im Nordosten Ndera, im Osten Rusororo, im Südosten Masaka, im Südwesten Kanombe, im Westen Remera und im Nordwesten Kimironko. Der Sektor unterteilt sich in die drei Zellen Kamashashi, Nonko und Rwimbogo.

## Bevölkerung
Nach Stand der Volkszählung von 2022 liegt die Einwohnerzahl bei 49.247. Zehn Jahre zuvor waren es 40.057, was einem jährlichen Bevölkerungsrückgang von 2,1 Prozent zwischen 2012 und 2022 entspricht.

## Kultur
In Nyarugunga befindet sich das Rwanda Art Museum und die Absturzstelle des am 6. April 1994 abgeschossenen Präsidentenflugzeugs.

## Verkehr
Im Westen von Nyarugunga befindet sich Ruandas internationaler Flughafen Kigali. Entlang der Nordgrenze des Sektors verläuft die Nationalstraße 4.